# Déloszi Szövetség

A Déloszi Szövetség a peloponnészoszi háború kitörése előtt (i. e. 431)

Az i. e. 478-ban alapított Déloszi Szövetség 173 görög városállam társulása, koinonja volt. A vezető szerepet az athéniak töltötték be, akiknek célja az volt, hogy a görög–perzsa háborúk végét jelentő plataiai győzelem után is folytatódjon a Perzsa Birodalom elleni küzdelem. A szövetség ma használt neve a gyűlések eredeti helyének, Délosz szigetének a nevéből származik. A sziget templomában tartották a gyűléseket, i. e. 454-ig pedig a szövetség kincstárát is itt őrizték, akkor azonban Periklész Athénba költöztette. Nem sokkal megalakulása után Athén elkezdte felhasználni a szövetség flottáját saját céljaira, ami gyakori konfliktusok alapját képezte az athéniak és a kisebb tagok között. I. e. 431-ben Athén keménykezű szövetségi politikája a peloponnészoszi háború kitöréséhez vezetett. Az i. e. 404-ben Athén vereségével záruló háború egyben a szövetség végét is jelentette.

## Előzmények
I. e. 550 után nem sokkal Nagy Kürosz perzsa király meghódította Kis-Ázsia görög városállamait, ami (különösen az ióniai városok elfoglalása) fél évszázaddal később a görög–perzsa háborúk kitöréséhez vezetett. Az iónok kormányzása azonban nehéz feladatnak bizonyult, ezért a perzsák végül megelégedtek azzal, hogy egy általuk támogatott türannosz álljon minden görög város élén. Habár a görög városállamokat azelőtt gyakran irányították türannoszok, a kormányzásnak ez az önkényes formája ekkorra már hanyatlóban volt. I. e. 499-re az ión városok megérettek arra, hogy fellázadjanak a perzsák ellen, amikor a régóta lappangó feszültség a sikertelen, perzsák által támogatott Naxosz elleni hadjárat után felszínre tört. Milétosz türannosza, a hadjáratban részt vevő Arisztagorasz, úgy próbálta magát elkeseredetten menteni a perzsák haragjától, hogy felbujtotta ellenük a neki alávetett iónokat, és demokráciát kiáltott ki városában. A görög városállamok követték példáját, egészen Dóriszig és Aióliáig terjedően, ezzel pedig kitört az ión felkelés.

Az ión felkelés főbb eseményei.

Arisztagorasz közbenjárására sikerült Athén és Erétria katonai támogatását megszerezni a felkeléshez, akik i. e. 498-ban – az egyetlen hadjáratukban – elfoglalták és felégették a perzsák tartományi székhelyét, Szardeiszt. Ezt követően a felkelés további külső segítség nélkül még öt évig tartott, amikor a perzsák könyörtelenül leverték. Azonban a perzsák királya, Nagy Dareiosz, nem tekintette ezzel lezártnak az ügyet, ugyanis a felkelést támogató Athént és Erétriát is meg akarta büntetni. Ezt a történelmi jelentőségű döntést már csak azért is meg kellett hoznia, mert ahogyan az ióniai felkelés komolyan veszélyeztette Dareiosz birodalmának egységét, úgy a tengeren túli görög államok is komoly veszélyt jelentettek, amíg nem tisztázódtak az erőviszonyok. Dareiosz tehát elkezdte szőni a terveket Athén, Erétria, majd az összes görög városállam meghódítására.
A következő két évtizedben kétszer támadtak a perzsák Görögországra, és az ezekben a hadjáratokban lezajlott nagy ütközetek – a görög történetíróknak köszönhetően – minden idők leghíresebb csatái közé kerültek. Az első hadjárat során Trákiát, Makedóniát és az égei-tengeri szigeteket is sikerült a Perzsa Birodalomhoz csatolniuk, Erétriát pedig lerombolták. Az inváziónak azonban az i. e. 490-es marathóni csatában aratott döntő athéni győzelem véget vetett. A két hadjárat között Dareiosz elhunyt, így a háborúval járó felelősség fiának, Xerxésznek a vállára került, aki személyesen vezette Görögországba óriási seregét és flottáját, amelyeknek méretét a korabeli történetírás – elsősorban a görög–perzsa háborúkat megörökítő Hérodotosz – gyakran eltúlozta. Az ellenálló görög államok szárazföldön a Thermopülai-szorosnál, tengeren pedig Artemiszionnál próbálták meg feltartóztatni a perzsákat – sikertelenül. Ezzel a Peloponnészoszi-félsziget kivételével minden görög föld perzsa kézre került, akik a szalamiszi csatában az egyesült görög flottát végleg meg akarták semmisíteni, azonban vereséget szenvedtek. A következő évben, i. e. 479-ben, a plataiai csatában az addig soha nem látott méretű görög sereg újabb győzelmet aratott, ezúttal szárazföldön, ezzel téve pontot a perzsa invázió végére.
A hagyomány szerint a plataiai győzelemmel egy napon a Mükalé-hegyfoknál vívott tengeri ütközetben is sikerült a görögöknek felülkerekedniük a maradék perzsa hajóhadon. Ezzel véget ért a perzsa offenzíva, és megkezdődött a görög ellentámadás. A mükaléi csata után a kis-ázsiai görög városállamok ismét sorra fellázadtak, a perzsák pedig most már képtelenek voltak leverni őket. A görög hajóhad a mai Gallipoli-félszigethez vonult, amely még mindig perzsa uralom alatt állt, ahol megostromolták és elfoglalták Szésztosz városát. A következő évben, i. e. 478-ban, a görögök megostromolták Büzantion városát is, amelynek tétje a Boszporusz ellenőrzésének lehetősége volt. Az ostrom sikeres volt, ezzel végképp kiszorultak a perzsák Európából, azonban a sereget vezető spártai hadvezért, Pauszaniaszt, a perzsákkal való állítólagos együttműködése miatt hazahívták.

## A szövetség megalakulása
Büzantion bevétele után Spárta szeretett volna minél előbb kiszállni a háborúból. A spártaiak álláspontja szerint a tengeren inneni és azon túli görög városok felszabadításával a háború elérte célját. Talán azt is gondolhatták, hogy hosszú távon a kis-ázsiai görög városállamok biztonságát lehetetlen lett volna biztosítani. A mükaléi csatát követően II. Leótükhidasz spártai király azt javasolta, hogy a kis-ázsiai települések lakóit költöztessék át Európába, mivel másképp nem lehet őket tartósan felszabadítani a perzsa uralom alól. Xanthipposz, a mükaléi csata görög hadvezére azonban hevesen tiltakozott ez ellen; az ión városok ugyanis eredetileg Athén gyarmatai voltak, és ha más nem, Athén mindenképpen megvédte volna őket. Ez volt az a pont, ahol a görög városállamok szövetségének tényleges vezető szerepe az athéniakhoz került, ami a spártaiak Büzantion utáni visszahúzódásával világossá vált.

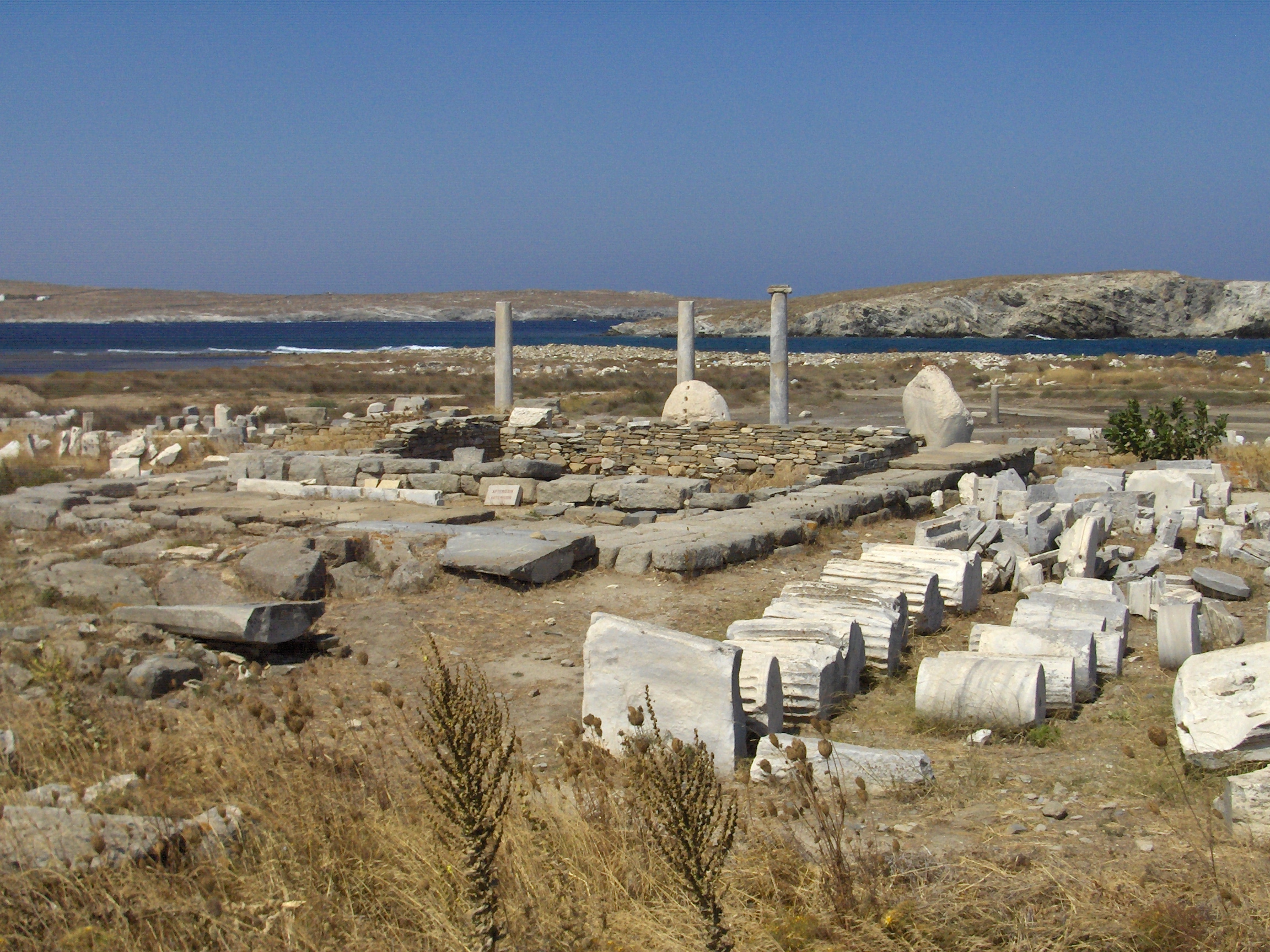
Délosz szigetének romjai.

A Xerxész ellen harcoló görög városállamok laza szövetségét Spárta és az általa vezetett Peloponnészoszi Szövetség dominálta. Az athéni Ariszteidész látta, hogy a spártaiakra Pauszaniasz miatt rossz szemmel néztek az ióniaiak, ezért arra biztatta őket, hogy szakadjanak el a spártai szövetségtől. Ezek után a kis-ázsiai és hellészpontoszi görög városok önként fordultak Athénhoz, és kérték, hogy vegye kezébe a háború további vezetését. A szövetségeseknek ezt az önkéntes elhatározását az athéniak később, a peloponnészoszi háború során többször hangoztatták: „Mi nem erőszakos úton jutottunk vezető szerepünkhöz! A szövetségesek maguk fordultak hozzánk, ők kértek bennünket, lépjünk egyesülésük élére!” (Thuküdidész: A peloponnészoszi háború, I.75)
I. e. 478-ban összegyűltek az érintett görög városok Délosz szigetére (innen a ma használt „Déloszi Szövetség” kifejezés), hogy létrehozzanak egy új szövetséget, amelynek Thuküdidész szerint a hivatalos célja az volt, hogy a perzsa király területének pusztításával elégtételt vegyenek az őket ért sérelmekért. Azonban a történetíró szerint ez csak ürügy volt, és a szövetség már a kezdetektől fogva minden lehetséges ellenséggel szembeni segítségnyújtást jelentett, ami Spártát és a Peloponnészoszi Szövetséget is magában foglalta. A tagoknak meg kellett esküdniük, hogy ugyanazok a városok lesznek a barátaik és az ellenségeik. Ezt az esküt azzal szilárdították meg, hogy vasrögöket dobtak a tengerbe, jelezve, hogy együttműködésük addig fog tartani, amíg ezek a rögök fel nem jönnek ismét a felszínre – vagyis örökké. Déloszt jelölték ki a szövetség kincstárának, a szövetséges államok pedig Athént elismerték métropoliszuknak (szó szerint „anyaváros”).
A szövetség minden tagjának ugyanolyan érvényű szavazata volt a déloszi gyűlésben, mint magának Athénnak. Azonban azt, hogy mit jelenthetett a valóságban ezeknek a nagyrészt apró szövetséges városkáknak az egyenlősége Athénnal szemben, jól mutatja annak az Antiszthenésznek az egyik állatmeséje, aki a Periklész korabeli Athénban nőtt fel. Ez nagyjából így szól: „Amikor a népgyűlésben a nyulak egyenlőséget követeltek minden állat számára, az oroszlánok azt felelték nekik: Nyulak! A ti szavaitokból hiányoznak a mi karmaink és fogaink”. A tagoknak tartózkodniuk kellett egymás megtámadásától, a közös háborúkban pedig kötelező volt részt venniük. Az erősebb városok hajókkal járultak hozzá a közös flottához, a kisebbek pedig – a városok többsége – pénzt fizettek, hogy Athén újabb hajókat tudjon építeni a védelmükre, ami kedvező volt ezeknek a poliszoknak, hiszen többe került volna saját maguknak megszervezni a védelmüket. Ezt a hozzájárulást phórosznak nevezték. Ehhez hasonló jelenségről az addigi görög szövetségekben nem tudunk, a Peloponnészoszi Szövetségben például soha nem kértek pénzbeli hozzájárulást a tagoktól, csak katonákat. Azonban az athéniak szövetsége a korábbiakkal ellentétben tengeri, nem pedig szárazföldi volt, ami másfajta szervezést igényel. Komoly inspirációt jelenthetett ennek a rendszernek a kialakításához maga az Óperzsa Birodalom, hiszen Nagy Dareiosznak nem volt elég csupán katonákat kérnie az alávetett népektől, a nyugati területek irányításához flottára is szüksége volt, ezért be kellett vezetnie a pénz formájában fizetendő adót. De nem ez volt az egyetlen közös vonás a Déloszi Szövetségben és a perzsákban: a szövetséges, illetve alávetett városok lakosai közül sokan a közös flotta hajóin szolgáltak, hogy aztán városuk abból a pénzből tudja fizetni az adót a flotta fenntartására, ami a lakosok fizetéséből neki járt. Az athéniak ún. episzkóposzokat is kineveztek a szövetséges városokba, akiknek a feladata a hozzájárulások fizetésének felügyelete, a felkelések megelőzése, valamint az Athénra leselkedő veszélyek kivizsgálása és jelentése volt. Ez gyakorlatilag megfelelt a perzsáknál a „király szemé”-nek nevezett tisztviselőnek, akinek tájékoztatnia kellett a királyt a birodalom történéseiről, a satrapánál szélesebb hatáskörrel rendelkezett, ő felelt az adott tartomány egységéért és az adók befizetéséért. További tisztviselők voltak a Déloszi Szövetségen belül a kincstárnokok (hellenotamiai) és az Athén és a tagállamok közötti jó viszonyért felelős – a mai konzulokhoz hasonló – proxénoszok.

## A lázadásokhoz vezető út

### Az első évek
Amíg a perzsa támadás veszélye nem múlt el, a szövetség tagjainak jó oka volt az egység megőrzésére, azonban Xerxész belenyugodott a birodalom perifériáján elhelyezkedő országok elvesztésébe, mivel azoknak a meghódítása túl költséges lett volna. Amikor Aiszkhülosz i. e. 472-ben megírta Perzsák című drámáját, a görögök már tudatában voltak annak, hogy megnyerték a háborút. Tehát ha a szövetség megalakulásakor még nem is, de az i. e. 470-es évek végére már mindenki számára világos kellett legyen, hogy a Déloszi Szövetség célja nem csupán a perzsák elleni küzdelem volt.
Athén kezdetben valószínűleg úgy kezelte szövetségeseit, mint autonóm és vele egyenrangú feleket. A Palléné-félszigetre vezető földszoroson épült például Poteidaia, Korinthosz gyarmatvárosa. Korinthosz sohasem volt tagja a Déloszi Szövetségnek, ez azonban nem akadályozta meg Poteidaiát abban, hogy az anyavárostól függetlenül csatlakozzon Athén szövetségi rendszeréhez. Ez viszont semmit nem változtatott azon, hogy a gyarmatváros továbbra is függő viszonyban maradt anyavárosával. Korinthosz évről évre ellenőrző tisztviselőket küldött Poteidaiába, Athénnak pedig semmi kifogása nem volt ez ellen. Azonban már a megalakulást követő első években kiderült, hogy a szövetség tagjai igazából nem voltak függetlenek, amikor néhányan közülük kezdték megunni vállalt kötelezettségeiket. Athén viszont erélyesen lépett fel minden egyes alkalommal, amikor késett a megígért pénz, hajó vagy katonaság. Mint Arisztotelész írja, Athén kezdett egyre inkább önkényesen bánni szövetségeseivel; legfeljebb az olyan nagyobb szövetségesekkel szemben voltak tartózkodóbbak, mint Khiosz, Leszbosz, vagy Szamosz.

### Lázadások
Nem csoda, ha így aztán Athén kezdte elveszíteni népszerűségét. Hozzájárult ehhez még az is, hogy a tagállamok közül többen aligha saját jószántukból csatlakoztak a szövetséghez, mint például Androsz szigete, amely ellen perzsa érzelmei miatt Themisztoklész büntető expedíciót vezetett; vagy a Xerxésszel korábban szintén együttműködő Karüsztosz városa Euboia szigetén, amelyet Kimón fegyverrel kényszerített a csatlakozásra valamikor az i. e. 470-es években, Phaszélisz városát pedig az eurümédóni hadjárata során. Naxosz szigete már i. e. 472-ben, alig hat évvel a megalakulás után, nem tudni mi okból, de megpróbált kilépni a Déloszi Szövetségből. Az athéniak azonban rögtön hadat indítottak ellenük, i. e. 470-ben ostromzár alá vették, és erőszakkal kényszerítették a szövetségbe való visszatérésre. Ez volt az első eset, amikor egy szövetséges város a fennálló megegyezés ellenére elveszítette szabadságát. Később sorra ez történt egyenként a többiekkel is.
Az elpártolások oka rendszerint az volt, hogy nem fizették meg rendesen a rájuk kivetett pénzbeli hozzájárulást, nem adtak elég hajót, vagy egyáltalán nem akartak többé hajót bocsátani az athéniak rendelkezésére. Az athéniak viszont akár kíméletlen erőszak alkalmazásával is ragaszkodtak a kötelezettségek pontos megtartásához. A katonáskodásból ugyan több részt vállaltak, mint amennyit méltányosan vállalniuk kellett volna, de éppen ez könnyítette meg számukra, hogy visszakényszerítsék szövetségükbe azokat a tagállamokat, amelyek ki akartak lépni. Ennek a helyzetnek a kialakulásáért azonban felelősek voltak maguk a szövetségesek is, mivel a legtöbben közülük nem szívesen vállalták a szolgálatot távol hazájuktól, ezért inkább a pénzbeli hozzájárulást választották. Így aztán az athéni flotta az ő rovásukra tovább erősödött, amikor pedig felkeltek ezek a városok, és megpróbáltak elszakadni a szövetségtől, Athénhoz képest felkészületlenek voltak katonai szempontból, és nem volt elegendő hadi tapasztalatuk sem.
Naxoszéhoz hasonló, emlékezetes eset volt Thászosz városáé. Ez az égei-tengeri sziget gazdagságát főként a tengerpart és a Pangaiosz-hegység bányáinak kiaknázásával szerezte. A görög–perzsa háborúk idején – a szalamiszi csata előtt – a perzsákhoz való közelsége miatt nem mert csatlakozni Spárta és Athén Iszthmoszi Szövetségéhez, Szalamisz után viszont a thászosziak azonnal felismerték: érdekük, hogy csatlakozzanak Athén Déloszi Szövetségéhez. Egy idő után azonban észre kellett venniük, hogy a náluk fejlettebb athéni kereskedelmi és gazdasági virágzás már nem támogatja, hanem inkább károsan befolyásolja életbevágó érdekeiket. Az athéniak ugyanis a közeli trák partokon megalapították a később Amphipolisz néven ismertté váló kolóniájukat, amely pont azokon a területeken kívánt Athén stratégiai fontosságú központja lenni, amelyek a thászoszi érdekek középpontjában álltak. I. e. 465-ben megpróbáltak tehát elszakadni a Déloszi Szövetségtől. Az athéniak persze az esetükben is ugyanazt tették, mint Naxosz esetében. A szövetségi hűségre kényszerített Thászosznak pedig – mint ahogy korábban a perzsák ellen is – ki kellett szolgáltatnia hadihajóit, és – ugyancsak a perzsákhoz hasonlóan – az athéniak leromboltatták a városfalaikat.
Naxoszon és Thászoszon kívül Athén még számos más olyan várossal is hasonlóan bánt, amely vissza akarta szerezni szabadságát. Rendszerint túszokat szedtek, és arra kényszerítették őket, rombolják le városuk védőbástyáit, adják át hajóikat, a phóroszt pedig onnantól kezdve pénz formájában fizessék, ráadásul meg is emelték a hozzájárulás összegét, ami a további elszakadási kísérleteket ellehetetlenítette, hiszen az elszakadni vágyó város maga is finanszírozta a lázadásokat leverő hadsereg fenntartását. Periklész az euboiai Khalkisz esetében megelégedett még az arisztokrácia elűzésével, Hesztiaiának azonban már az egész lakosságát elűzte, a helyükre pedig athéniakat telepített. Thuküdidész nem hagy kétséget afelől, hogy keménykezű fellépése Athént először még csak hégemónná tette a szövetségen belül, de később a Déloszi Szövetséget athéni birodalommá változtatta.

## Az athéni birodalom
Athén tehát, félretéve az egyenlőség elvét, hatalmi politikába kezdett, és egyre inkább növekedett az a nyomás, amelyet a déloszi szövetségesekre gyakorolt. Együtt járt ez azzal is, hogy a megbízhatatlanság gyanújával terhelt szövetségesek területeiből kihasítottak egy-egy darabot (klérukhiák), és ennek megművelésére athéni gyarmatosokat (klérukhoszokat) küldtek. Kettős célja volt az ilyen, Athénban sorsolás útján kiosztott gyarmatoknak: egyrészt így földhöz jutottak a rászoruló vagy arra igényt tartó föld nélküli polgárok, másrészt pedig a kitelepített gyarmatosokat fel lehetett használni a szövetségesek féken tartására. Így kapott athéni gyarmatosokat nemcsak a meghódított trák terület, a Sztrümón folyó vidéke és a Gallipoli-félsziget, hanem Lémnosz, Imbrosz, Naxosz, Androsz szigete, sőt később egész Euboia is. Leghosszabb ideig azok a szövetségesek tudták megőrizni függetlenségüket, amelyeknek jelentős tengeri haderejük volt; ilyenek voltak például Leszbosz, Khiosz, és i. e. 439-ig Szamosz. A sok kisebb város előbb gazdaságilag, majd politikailag is Athéntól függővé vált. Ezzel már a kortársak is tisztában voltak, amint ezt határozottan kifejezésre juttatja az „Athéni állam” című mű ismeretlen szerzője (Pszeudo-Xenophón).

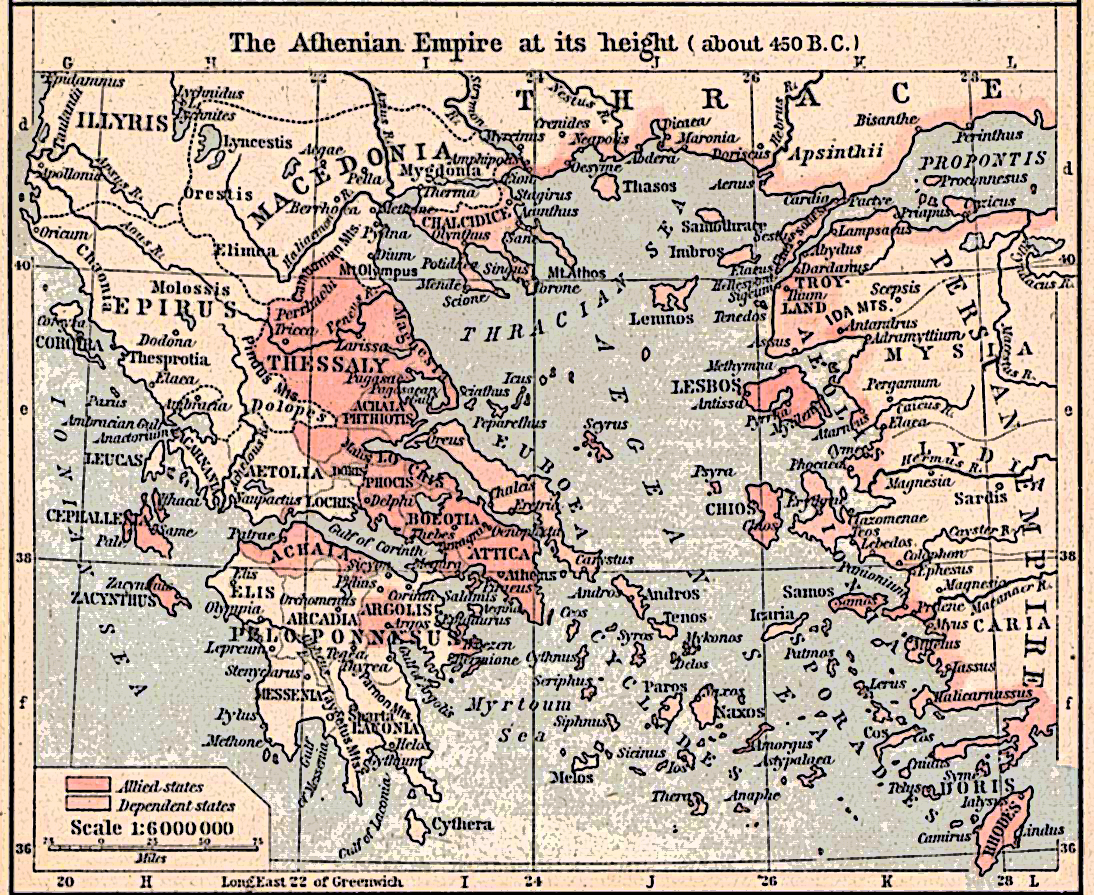
Az athéni birodalom legnagyobb kiterjedése (i. e. 450 körül)

Mivel Athénnak jóval több hajója volt, mint szövetségeseinek, a tengeri kereskedelem túlnyomórészt az athéniak kezében összpontosult. A szövetségesek csak Athénnak szállíthattak, vagy legalábbis aligha szállíthattak volna másnak, ha ehhez Athén nem járult hozzá. Így aztán a Déloszi Szövetség, amelyen belül Athén kezdetben csak vezető hatalom (hégemón) volt, egyre inkább az athéniak egyeduralmává alakult át. Elősegítette az athéni önkényuralom kibontakozását az is, hogy a szövetségesek sohasem tudták egyesíteni erejüket Athén ellen: ahányan voltak, annyifelé húztak. A szervezet megalakulása utáni első években valószínűleg nemcsak a pénztárukat őriztették Délosz szigetén, hanem a szövetségi gyűléseiket is itt tartották. Ezekről a gyűlésekről azonban igazából semmit nem tudunk, annyi biztos csupán, hogy – amikor a szövetség már átalakult – az athéniak arra kényszerítették a szövetséges városok polgárait, hogy még jelentősebb peres ügyeiket is Athénban tárgyaltassák. Ekkorra már a szövetségesek gyűlésének szerepét is réges-régen átvette az athéni népgyűlés. A szövetség athéni birodalommá válása i. e. 454-re teljesedett ki, amikor Szamosz javaslatára – valószínűleg athéni sugalmazásra – a nagyobb biztonság kedvéért a szövetség pénztárát Déloszról Athénba szállították. Ebből a pénztárból finanszírozta Periklész nagyratörő építkezéseit az Akropoliszon, közte a Propülaiát, a Parthenónt és Pallasz Athéné aranyszobrát is, amelyet Periklész barátja, Pheidiasz alkotott. Angelos Vlachos görög akadémikus szerint ez volt a történelem egyik legnagyobb sikkasztása, ami azonban lehetővé tette az ókori világ néhány legkiválóbb művészeti alkotásának létrejöttét.
Bár a perzsák ellen már egyáltalán nem harcoltak, az athéniak továbbra is szigorúan behajtották az adót. Ez sok panaszra és szemrehányásra adott okot, de az athéniak arra az álláspontra helyezkedtek – vagy legalábbis Plutarkhosz szerint ezt sugalmazta nekik Periklész –, hogy a szövetségeseknek nincs joguk beleszólni a pénz felhasználásába, mivel Athén flottája megvédi szövetségeseit a kívülről jövő támadások ellen. Ezzel Athén teljesíti azt, amiért a szövetségesek fizetnek; a befolyt adót pedig úgy használja fel, ahogy jónak látja. Ennek azonban ellentmondott az a tény, hogy Athén szövetségeseinek hadi kontingenseit gyakran nem a perzsák, hanem saját görög ellenségei ellen használta fel, ahogyan később a peloponnészoszi háború idején is. A kezdeti szabadságból és egyenlőségből tehát szolgaság lett, Athén pedig ugyanazt – vagy talán még többet is – követelt szövetségeseitől, mint amit akkor kellett volna vállalniuk, ha a perzsáknak hódolnak be. Athén gyakran beleszólt a belügyeikbe is: mindenhol arra törekedett, hogy az oligarchia helyett lehetőleg a megbízhatóbbnak tartott demokráciát juttassa hatalomra; i. e. 465-ben pedig egyik szövetséges városára, Erüthraira, az athéni népgyűlés a legapróbb részletekig kidolgozott alkotmányt kényszerített, amely még arról is intézkedik, hogy a tisztviselőket meg kell esketni az Athén iránt tanúsítandó hűségre.

## A szövetség háborúi

### Az első peloponnészoszi háború
Az i. e. 462-es helótalázadás idején a spártaiak ellenséges viselkedése elmérgesítette Athén és Spárta kapcsolatát. A két város szembenállása azt eredményezte, hogy Athén a következő évben Spárta helyett annak ellenségeivel, Argosszal, Thesszáliával, majd a Peloponnészoszi Szövetséget elhagyó Megarával szövetkezett. Az i. e. 460-ban Korinthosz és több más peloponnészoszi városállam ellen vívott ütközetek nagyrészt kedvező kimenetelűek voltak Athén számára. Spárta a háború első éveiben többé-kevésbé tétlen maradt, azonban i. e. 457-ben az első komoly Athén elleni ütközetben, a tanagrai csatában győzelmet arattak. I. e. 451-ben a száműzetésben lévő Kimónt visszahívták, aki ötéves fegyverszünetet kötött a spártaiakkal.
I. e. 449-ben a spártaiak háborút indítottak a Delphoit uralmuk alatt tartó phókisziak ellen (második szent háború), és visszaadták a szentélyt a delphoiaknak. Amint azonban a spártai hadak elvonultak, Periklész megjelent az athéni seregek élén, és visszahelyezte a phókisziakat a szentély birtokába. Alig telt el azonban a Spártával kötött ötéves fegyverszünet, Athént – amint kiújultak a harcok Spártával – máris újabb összeomlás fenyegette. Az athéni sereget Boiótiában megsemmisítették, Megara elszakadt Athéntól, Euboián lázadás tört ki, a spártaiak pedig betörtek Attikába. Periklésznek azonban tárgyalással és vesztegetéssel sikerült elérnie, hogy a spártai sereg hazatérjen. A válság hivatalos végét az i. e. 446–445 telén megkötött harmincéves béke jelentette, amelyben Athén lemondott a Közép-Görögországban i. e. 460 óta szerzett érdekeltségeinek nagy részéről, hogy erejét az euboiai lázadás leverésére összpontosíthassa, valamint mindkét városállam beleegyezett, hogy nem próbálják saját oldalukra állítani a másik város szövetségeseit.

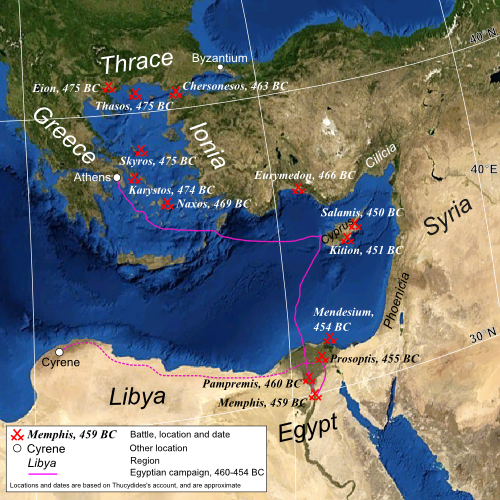
A Déloszi Szövetség i. e. 477 és i. e. 450 közötti csatái

### A perzsák elleni hadjáratok

#### Trákia
Thuküdidész szerint a Déloszi Szövetség legelső hadjáratára a Sztrümón folyó torkolatában lévő Eión város ellen került sor, amely Xerxész hadjáratából megmaradt perzsa helyőrség lehetett. A hadjárat időpontja bizonytalan, i. e. 477–476-ra vagy i. e. 476–475-re tehetjük. Az athéni sereg Kimón irányítása alatt csatát nyert a perzsák ellen, majd amikor visszavonultak a városba, Kimón megostromolta Eiónt, és elűzte a környékről a perzsákkal együttműködő trákokat, hogy kiéheztethesse a városba menekülteket. Hérodotosz szerint a perzsák parancsnoka, Bogesz, szabad utat kapott volna Kis-Ázsiába, ha kiüríti a várost, azonban nem fogadta el a görögök ajánlatát, nehogy Xerxész gyávának gondolja. Amikor elfogyott az élelmük, kincseiket a Sztrümón folyóba dobta, alattvalóit pedig saját magával együtt egy hatalmas máglyán áldozta fel. Az athéniak ezután elfoglalták a várost, a város maradék lakosságát pedig rabszolgává tették.
Az eióni eseményeket követően, talán még ugyanabban a hadjáratban, a még mindig Kimón által vezetett athéniak megtámadták Szkürosz szigetét. Azonban ez nem perzsaellenes akció volt, hanem a szigetlakók kalózkodása miatt volt rá szükség. Miután elfoglalták, athéni gyarmatosokat küldtek a szigetre, hogy megelőzzék a kalózkodás újabb megjelenését.
Kimón egy évtizeddel később tért vissza, hogy a perzsákat végleg kiűzze Európából. Ez a thászoszi lázadás leverésével egy időben lehetett, i. e. 465-ben. Kétségtelen, hogy ekkor – trák segítséggel – még mindig (vagy már újra) perzsa kézen voltak a mai Gallipoli-félsziget bizonyos részei. Kimónnak mindössze négy triérésszel (három evezősoros hajóval) sikerült megszereznie a perzsák 13 hajóját, és kiűzni őket a félszigetről. Kimón ezután a félszigetet (amelynek apja, Miltiadész, a görög–perzsa háborúk előtt türannosza volt) átadta a athéniaknak gyarmatosítás céljából.

#### Kis-Ázsia

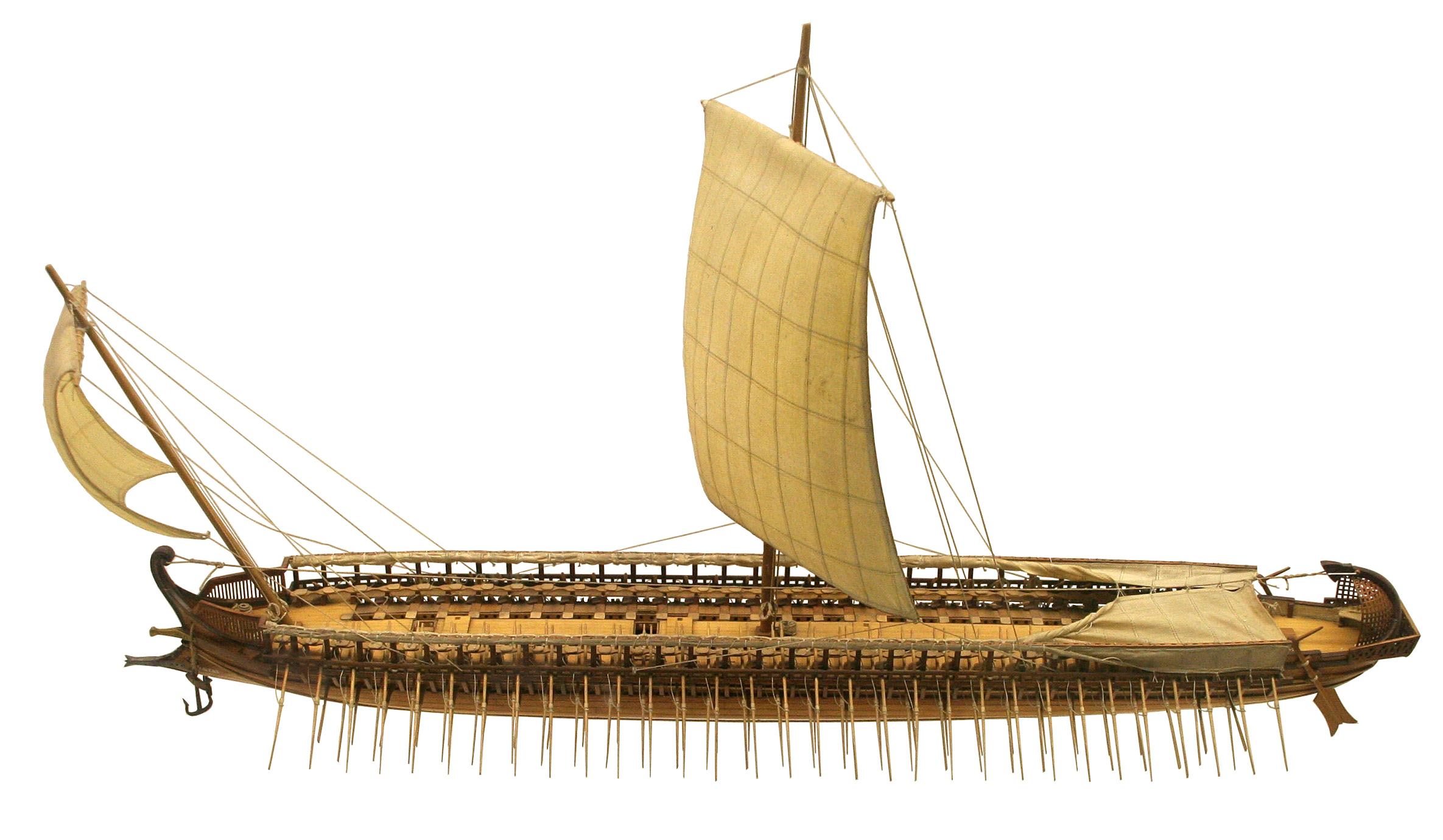
A görögök és perzsák által is használt három evezősoros hajó, a triérész rekonstruált modellje.

A kis-ázsiai Szamosz, Khiosz és Leszbosz szigetek feltehetően már a kezdetektől a Déloszi Szövetség tagjai voltak, azonban azt, hogy az ióniai poliszok vagy Kis-Ázsia többi városállama mikor csatlakozott, nem tudjuk, csupán azt, hogy felvételük biztosan megtörtént.
Plutarkhosz leírása szerint amikor Kimón meghallotta, hogy a perzsa hadsereg Aszpendosznál, az Eurümédón folyónál gyülekezik, a káriai Knidoszból 200 triérésszel indult útnak, azonban amikor a lükiai Phaszélisz városához ért, megtagadták a partraszállást. Ekkor elkezdte fosztogatni a phaszéliszi partokat, de khioszi közbenjárásra sikerült rávenni őket, hogy csatlakozzanak a Déloszi Szövetséghez. Hozzájárulásként egységeket kellett küldeniük a hadjárathoz, valamint 10 talentumot fizetniük. Az athéniaknak ezzel sikerült az oldalukra állítaniuk a legtávolabbi kis-ázsiai görög városállamot, amely ráadásul az Eurümédón folyótól kevéssel nyugatra volt, és az első tengeri bázist jelenthette volna a perzsáknak, így azonban meghiúsult a hadjáratuk. Kimón ezután tovább folytatta a kezdeményezést azzal, hogy Aszpendosznál megtámadta a perzsákat.
Amikor az erősítésre váró perzsákat megtámadta Kimón, a perzsák visszavonultak az Eurümédónra, azonban a görög flotta további nyomására kénytelenek voltak felvenni a harcot. A perzsa hajók vonala azonban hamar megtört, ezért a partra menekültek, hogy a közelben állomásozó sereghez csatlakozzanak. Kimón annak ellenére is partra szállt, hogy egységei az első csatában már elfáradtak, de így is sikerült szárazföldön is felülkerekednie a perzsákon. Thuküdidész szerint 200 föníciai hajót fogtak el és pusztítottak el a görögök, Plutarkhosz pedig arról ír, hogy Kimón ezek után még annak a 80 föníciai hajónak az elfogására sietett, amelyekre a perzsák a csata előtt vártak. Meglepetésszerű támadásával sikerült is elpusztítania a teljes flottát. Thuküdidész azonban nem tesz említést erről a mellékes eseményről, ezért többen kétségbe vonják, hogy egyáltalán megtörtént.
Az eurümédóni csata időpontjáról megoszlanak a vélemények, egyesek i. e. 469-re, mások i. e. 466-ra teszik. Komoly jelentőségű siker volt ez a csata a görögök számára, amellyel szinte teljesen megszűnt egy újabb perzsa invázió veszélye, ahogyan a kis-ázsiai görög városok is biztonságban tudhatták magukat i. e. 451-ig. Kimón hadjáratát követően újabb kis-ázsiai – főleg káriai – poliszokat vettek fel a Déloszi Szövetségbe.

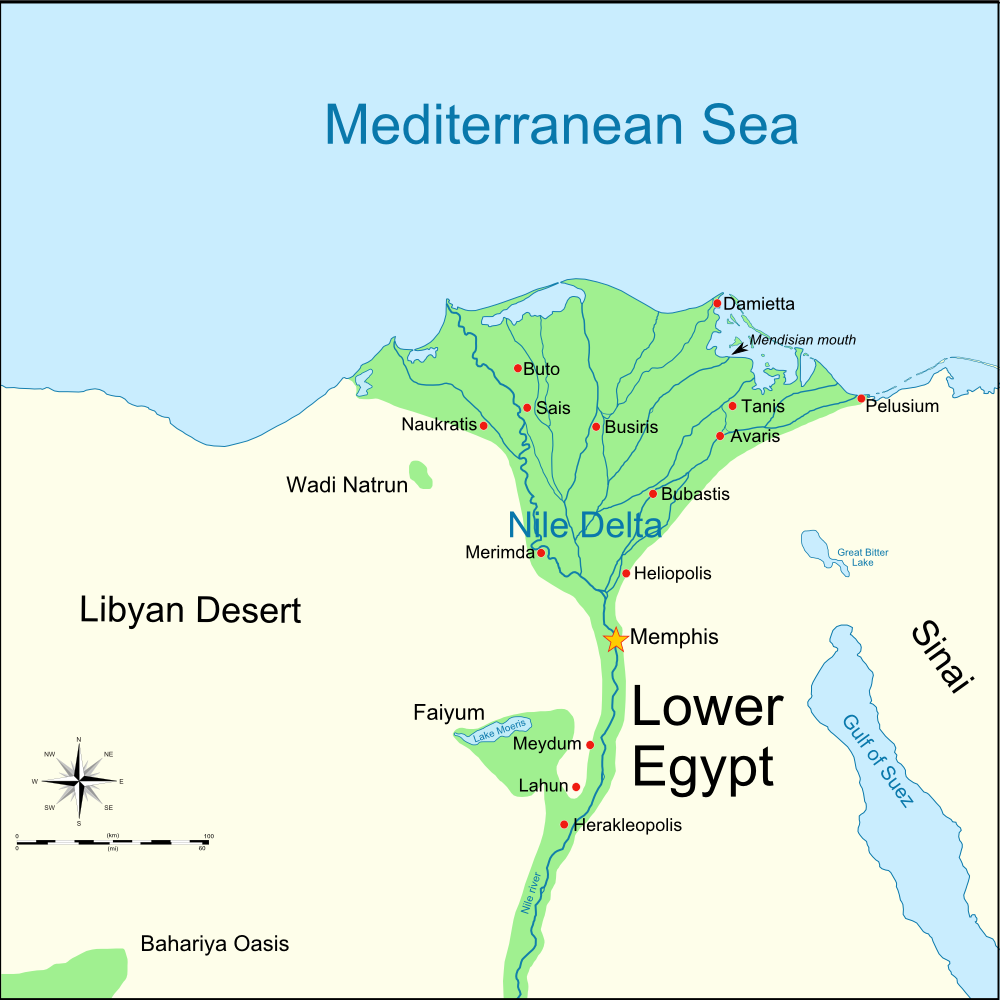
A Déloszi Szövetség egyiptomi hadjáratának ismert helyszínei.

#### Egyiptom
Az egyiptomi hadjárat általánosan elfogadott időpontja i. e. 460–454, vagyis az első peloponnészoszi háborúval egy időben történt. I. e. 461-ben vagy i. e. 460-ban Inarosz líbiai király vezetésével a perzsa uralom elleni lázadás tört ki Egyiptomban. A felkelés gyorsan terjedt, és az ország nagy része hamar Inarosz kezére került, aki a Déloszi Szövetség segítségét kérte. Egyiptom felszabadítása az athéniaknak mind gazdasági, mind politikai szempontból komoly előnyére vált volna, ezért 200 hajót küldtek a lázadás megsegítésére, ami komoly anyagi befektetésnek számított. Miközben az athéniak csatlakoztak Inarosz seregéhez, I. Artaxerxész perzsa király összegyűjtötte seregét a lázadás leverésére. Diodórosz és Ktésziasz 300 000, illetve 400 000 fősre tette ezt a sereget, de ezek a becslések valószínűleg túlzóak.
Az athéniak és az egyiptomiak a Nílus-deltában lévő Pampremisz városánál csaptak össze a perzsákkal, akik bár emberfölényben voltak, vereséget szenvedtek, és Memphisz várába menekültek. A várat a lázadók ostrom alá vették, ami négy évig elhúzódott. Artaxerxész megpróbálta megvesztegetni a spártaikat, hogy rohanják le Attikát, hogy az athéniaknak haza kelljen térniük. Ez azonban nem sikerült, ezért hatalmas sereget és flottát gyűjtött, amely a négy évig tartó ostrom alól felszabadította Memphiszt: az egyiptomiak ellen csatát nyertek a perzsák, az athéniakat pedig elűzték Memphisz környékéről, akik a Nílus deltájában lévő Proszopitisz szigetére szorultak vissza. A perzsák 18 hónapnyi ostrom után csatornákkal elterelték a folyó vizét a sziget körül, hogy szárazföldön is át lehessen kelni a másik partról. Thuküdidész beszámolója szerint a perzsák ezt meg is tették, és elfoglalták a szigetet. Az athéniak közül csak kevesen tudtak elmenekülni, akik Líbián és Kürénén keresztül haza tudtak térni. Diodórosz szerint viszont az egyiptomiak megadták magukat, az athéniak pedig – az emberveszteségek elkerülése végett – szabad utat kaptak Kürénébe. Mivel azonban az egyiptomi hadjárat bukása által okozott pánik miatt szállították át a szövetség kincstárát Déloszról Athénba, Thuküdidész változata a valószínűbb. Athén összesen 35 000 embert és 200 hajót veszített az egyiptomi kísérletben.

#### Küprosz

Küprosz ókori királyságainak térképe.

I. e. 460-ban, közvetlenül az egyiptomi hadjárat előtt, a szövetség flottája Küprosz szigeténél vett részt hadjáratban. Az egyiptomi kudarc végül a Spártával i. e. 451-ben kötött ötéves fegyverszünethez vezetett. Az így felszabadult haderő ugyanebben az évben a nem sokkal korábban száműzetésből visszahívott Kimón vezérletével újabb küproszi hadjáratra indult. Kimón a szövetség általa vezetett 200 hajójából 60-at az Egyiptomban a perzsákkal még mindig küzdő Amürteosz megsegítésére küldött, a maradékkal pedig megtámadta Kition (a mai Lárnaka) városát. Az ostrom során azonban – betegségben vagy halálos sérülésben – Kimón elhunyt, halálos ágyán azonban még utasításokkal látta el az athéniakat, akik Küprosz Szalamisz nevű városába vonultak vissza.
Kimón halálát titokban tartották a hadsereg előtt. Így amikor i. e. 450-ben Szalamisznál a perzsák kilikiai, föníciai és küproszi hajókból álló flottája megtámadta őket, és a görögök mind tengeren, mind szárazföldön legyőzték őket, még mindig abban a hiszemben voltak, hogy Kimón vezérletével nyertek. Ezután az egyiptomi misszióból visszatérő hajókkal együtt hazatértek Athénba. Ezek a kevésbé figyelemre méltó csaták jelentették a görög–perzsa háborúk végét, nem volt több ütközet a Perzsa Birodalom és a görögök között egészen i. e. 396-ig, II. Agészilaosz spártai király rövid kis-ázsiai hadjáratáig.

#### A Kalliász-féle béke
A küproszi csaták után Thuküdidész nem tesz említést semmiféle békéről, csupán annyit ír, hogy a görögök hazatértek. Diodórosz azonban azt állítja, hogy a szalamiszi csatát követően teljes körű békemegállapodás köttetett a perzsákkal (Kalliász-féle béke, i. e. 449–448 körül), azonban már az i. e. 4. században is viták tárgyát képezte a békeszerződés létezése, amit a kor két szerzője, Kalliszthenész és Theopomposz is elutasít. A mai történészek között sincs megállapodás a békével kapcsolatban.
Az ókori források, amelyek a békével foglalkoznak, azonban nagyrészt megegyeznek a részletekben:
- Ázsia összes görög városállama saját törvényei szerint élhetett.
- A perzsa satrapák (és feltehetően seregeik) nem mehetnek a Halüsz folyótól nyugatra (Iszokratész alapján), vagy lóháton egy napi útnál kisebb távolságra az Égei-tenger partjától (Kalliszthenész alapján), vagy három napi gyalogútnál közelebb az Égei-tengerhez (Ephórosz és Diodórosz alapján).
- A perzsa hajók nem hajózhattak nyugatra Phaszélisztől (Kis-Ázsia déli partján) vagy a „küanaiai szikláktól” (ez valószínűleg a Boszporusz keleti végében, az északi parton volt).
- Amennyiben a perzsa király és hadvezérei betartják a feltételeket, az athéniak nem küldhetnek hadsereget a perzsák uralma alatt álló területekre.

## A szövetség hanyatlása és utóélete
I. e. 445-ben a harmincéves békével lezárult az első peloponnészoszi háború, a Spárta és Athén közötti viszony további elmérgesedése azonban 14 évvel később a második peloponnészoszi háború kitöréséhez vezetett. A 27 éven át húzódó végzetes kimenetelű háború az athéniak hatalmának teljes megsemmisülésével, az athéni birodalom széthullásával és a Görögország feletti spártai hegemónia létrejöttével végződött. Azonban nem csak Athén szenvedett veszteségeket, teljes Görögország jelentősen meggyengült a háborúban.
A görögöktől sorozatos vereségeket szenvedő és belső lázadásokkal terhelt perzsák i. e. 450 után „oszd meg és uralkodj” alapon kezdtek politizálni: Athént és Spártát egymás ellen próbálták hangolni, gyakran a megvesztegetés eszközéhez folyamodva. Ezzel biztosították, hogy a görögöknek ne legyen kapacitásuk ellenük harcolni. I. e. 396-ig nem volt nyílt görög–perzsa ütközet, ahogy Plutarkhosz írja: „Kimón halála után egyetlen görög vezér sem hajtott végre semmilyen fényes haditettet a barbárok ellen. A görögök a demagógok és a háborús uszítók izgatásai következtében egymás ellen fordultak. Senki nem volt, aki közbenjáróként lépett volna fel, ezért belső háborúkban marcangolták egymást”.
Még ha a Déloszi Szövetség háborúi a görögök felé is billentették a mérleg nyelvét, a rá következő fél évszázados belső háborúskodás visszaállította a perzsák eredeti pozícióját. A korinthoszi háborúban a Korinthosszal, Thébaival és Athénnal szemben álló Spárta a perzsák segítségét kérte pozíciója megőrzéséhez. II. Artaxerxész perzsa király az ún. Antalkiadasz-féle királybékében a kis-ázsiai görög városok uralmát kérte a spártaiaktól, és meg is kapta. Ezzel a megalázó békével a spártaiak az előző évszázad összes eredményét sutba dobták azért, hogy megtarthassák a görögök feletti hegemóniájukat. Ebben az időben kezdték el a szónokok Kalliasz békéjét (megtörtént vagy sem) a szégyenteljes királybéke ellenpontjaként emlegetni, a „régi szép idők” példájaként, amikor a Déloszi Szövetség megszabadította a perzsáktól az Égei-tenger partvidékének görögjeit. Athén i. e. 377-ben megalapította a második athéni szövetséget, azonban már nem volt képes visszaszerezni korábbi hatalmát, új ellenségei pedig sokkal erősebbek voltak a régieknél.

### Elsődleges források
- Arisztophanész: Az akharnabéliek
- Arisztotelész: Az athéni állam
- Hérodotosz: Történelem
- Ktésziasz Knidiosz: Perszika
- Plutarkhosz: Párhuzamos életrajzok
- Diodórosz: Bibliothéké
- Thuküdidész: A peloponnészoszi háború
- Xenophón: Hellénika

### Másodlagos források
- Cawkwell, George. Thucydides and the Peloponnesian War. Routledge (UK) (1997). ISBN 0-415-16552-0
- Dandamaev, M. A.. A political history of the Achaemenid empire (translated by W.J. Vogelsang). BRILL (1989). ISBN 9004091726
- Fine, John Van Antwerp. The ancient Greeks: a critical history. Belknap Press of Harvard University Press (1985). ISBN 978-0674033146
- Holland, Tom. Persian Fire: The First World Empire and the Battle for the West. Doubleday (2006). ISBN 978-0385513111
- Hornblower, Simon. The Greek World 479-323 BC. Routledge (UK) (2002). ISBN 0-415-15344-1
- Hurwit, Jeffrey M.. The Acropolis in the Age of Pericles. Cambridge University Press (2004). ISBN 0-521-82040-5
- Kagan, Donald. The Outbreak of the Peloponnesian War. Ithaca: Cornell University Press (1989). ISBN 0-8014-9556-3
- Lendering, Jona: Delian League Archiválva 2014. március 6-i dátummal a Wayback Machine-ben
- Martin, Thomas. Ancient Greece: From Prehistoric to Hellenistic Times. Yale University Press (2001. augusztus 11.). ISBN 978-0300084931
- Rhodes, Peter John. A history of the classical Greek world: 478-323 BC (2006). ISBN 1-4051-9286-0
- Sealey, Raphael. A History of the Greek City States, 700-338 B. C.. University of California Press (1976). ISBN 0-520-03177-6
- Smith, William. Dictionary of Greek and Roman antiquities (1870)
- Szabó, Árpád. Hellász hősei. Lord Könyvkiadó (1996). ISBN 9638544430
- Szabó, Árpád. Periklész kora. Magvető Kiadó (1977). ISBN 9632704266
- Vlachos, Angelos (1974). Thucydides' bias. Estia (görög nyelven).